# Stenophrixothrix ecuadoranus
Stenophrixothrix ecuadoranus är en skalbaggsart som beskrevs av Wittmer 1988. Stenophrixothrix ecuadoranus ingår i släktet Stenophrixothrix och familjen Phengodidae. Inga underarter finns listade i Catalogue of Life.